# بكري الصدفي
الشيخ بكري الصدفي هو ثالث مفتي للديار المصرية. تولى المنصب في الفترة من 18 رمضان سنة 1323 هـ (15 نوفمبر 1905م) إلى 4 صفر سنة 1333 هـ (21 ديسمبر 1914م).

## مولده ونشأته
ولد بصدفا بمحافظة أسيوط، وشب في أسرة كريمة مشهورة بالتقوى والصلاح والعلم، فكان أبوه الشيخ «محمد عاشور الصدفي» من خيرة رجال العلم المشهود لهم بسعة العلم والاطلاع، فتأثر الشيخ بكري بأبيه، وأخذ عنه الكثير من علمه وفضله، وبعد أن حفظ القرآن الكريم وأتقن تجويده التحق بالأزهر الشريف، واستمر يدرس حتى نال الشهادة العالمية من الدرجة الأولى.

## المناصب التي شغلها
كلف فضيلته بالتدريس في الأزهر من الشيخ «محمد المهدي العباسي» شيخ الأزهر وقتها، بالإضافة إلى حلقات الدروس التي كان يلقيها على تلاميذه في منزله المجاور للجامع الأزهر، ثم عُين موظفاً بالقضاء، وأخذ يتدرج في المناصب القضائية حتى شغل معظمها. في 18 رمضان سنة 1323 هـ عُين فضيلته مفتياً للديار المصرية بعد فضيلة الإمام الشيخ محمد عبده، واستمر يشغل هذا المنصب حتى 4 صفر سنة 1333 هـ، أصدر خلالها 1180 فتوى مسجلة بسجلات دار الإفتاء.

## موقف تاريخي
كان للشيخ بكري الصدفي موقف تاريخي برفضه إقرار حكم إعدام إبراهيم ناصف الورداني الشاب الوطني الذي أطلق النار على بطرس غالي -رئيس الوزارة نصير الاحتلال الإنجليزي- فأرداه قتيلاً، واستخدم الشيخ لرفض حكم محكمة الجنايات برئاسة القاضي الإنجليزي حجة محامي الدفاع وهي اختلال القوى العقلية للورداني الذي تحول وقتذاك إلى بطلٍ شعبي لدى المصريين حتى خرجت المظاهرات اعتراضاً على إعدامه.

## مؤلفاته
نظراً لانشغاله بالتدريس والقضاء لم يترك إلا عددا من الأبحاث التي لم تنشر حتى الآن.

## وفاته
تُوفي في شهر مارس سنة 1919م.